# Hatem Mersal
Mohamed Hassine Hatem Mersal (arabisch حاتم محمد حسين مرسال; * 20. Januar 1975 in Kairo) ist ein ehemaliger ägyptischer Leichtathlet, der sich auf den Weitsprung spezialisiert hat und aktuell Inhaber des Landesrekordes ist. 1999 siegte er bei den Afrikaspielen in Johannesburg und im Jahr zuvor wurde er in Dakar Afrikameister und feierte damit seine größten sportlichen Erfolge.

## Sportliche Laufbahn
Erste internationale Erfahrungen sammelte Hatem Mersal im Jahr 1997, als er bei den Hallenweltmeisterschaften in Paris mit einer Weite von 7,26 m in der Qualifikationsrunde ausschied. Anschließend gewann er bei den Arabischen Meisterschaften in Ta'if mit 7,92 m die Silbermedaille hinter dem Saudi-Araber Hussein al-Sabee. Zudem gelangte er bei den Mittelmeerspielen in Bari mit 7,66 m auf Rang zehn. Im Jahr darauf siegte er mit 8,13 m bei den Afrikameisterschaften in Dakar und anschließend wurde er beim IAAF World Cup in Johannesburg mit 8,26 m Dritter hinter dem Kubaner Iván Pedroso und Jai Taurima aus Australien. 1999 gelangte er bei den Hallenweltmeisterschaften in Maebashi mit 7,66 m auf den zehnten Platz und im August schied er bei den Freiluft-Weltmeisterschaften in Sevilla mit 7,90 m in der Qualifikationsrunde aus. Anschließend siegte er mit 8,09 m bei den Afrikaspielen in Johannesburg sowie mit 8,15 m bei den Arabischen Meisterschaften in Beirut. Im Jahr darauf gewann er bei den Afrikameisterschaften in Algier mit 7,90 m die Silbermedaille hinter dem Marokkaner Younès Moudrik, ehe er bei den Olympischen Sommerspielen in Sydney mit 7,59 m den Finaleinzug verpasste. 
2002 gewann er bei den Afrikameisterschaften in Radés mit 8,02 m erneut die Silbermedaille hinter dem Marokkaner Younés Moudrik und 2004 belegte er bei den Afrikameisterschaften in Brazzaville mit 7,68 m den vierten Platz. Im Jahr darauf belegte er bei den erstmals ausgetragenen Islamic Solidarity Games in Mekka mit 7,71 m den fünften Platz und 2006 gelangte er bei den Afrikameisterschaften in Bambous mit 7,51 m auf den zehnten Platz. Im Jahr darauf schied er bei den Weltmeisterschaften in Osaka mit 7,42 m in der Qualifikationsrunde aus, ehe er bei den Panarabischen Spielen in Kairo mit 7,83 m den vierten Platz im Weitsprung belegte und mit der ägyptischen 4-mal-100-Meter-Staffel mit neuem Landesrekord von 40,17 s ebenfalls auf Rang vier gelangte. 2008 belegte er bei den Afrikameisterschaften in Addis Abeba mit 7,87 m den sechsten Platz und 2013 beendete er seine aktive sportliche Karriere im Alter von 38 Jahren.
In den Jahren 2002, 2003 und 2005 wurde Mersal ägyptischer Meister im Weitsprung.